# Shaista Suhrawardy Ikramullah
Shaista Suhrawardy, coniugata Ikramullah (in urdu  شائستہ سہروردی اکرام اللہ‎?; Calcutta, 22 luglio 1915 – Karachi, 11 dicembre 2000), è stata una politica, diplomatica e scrittrice pakistana.
Partecipò attivamente al movimento indipendentista pakistano e nel decennio successivo all'indipendenza fu una figura politica di spicco.

## Biografia

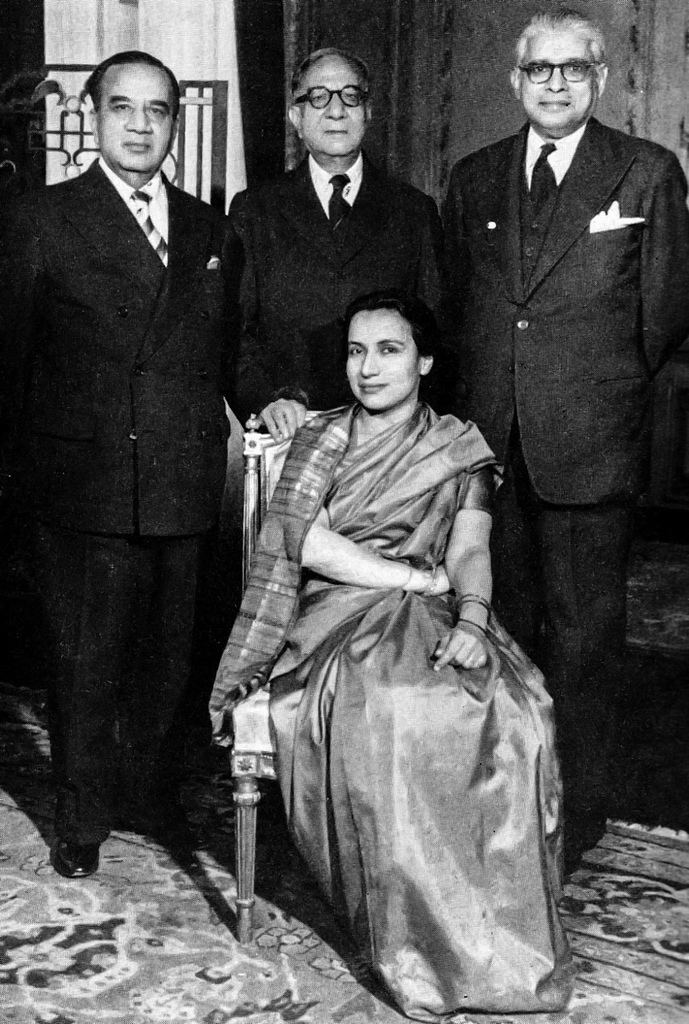
Shaista seduta davanti ai parenti Huseyn, Hasan e al marito Mohammed (da sinistra verso destra)

Nacque come Shaista Akhtar Banu Suhrawardy nel 1915 a Calcutta, in una famiglia dell'élite bengalese, da Hassan e Sahibzadi Shahbanu Begum.
Venne istruita in casa sulla lingua urdu, il persiano, il Corano e l'arigianato domestico, ma frequentò anche il Loreto College di Calcutta, una scuola religiosa di lingua inglese. Dopo il suo matrimonio nel 1933 con il funzionario Mohammed Ikramullah, divenne una tra le prime donne musulmane della sua generazione a non praticare la purdah. Ebbero quattro figli: Inam (1934-2004), Salma (1937-2003), Naz (1938), Sarvath (1947).
Nel 1940 fu la prima donna musulmana a conseguire un dottorato di ricerca all'Università di Londra, con uno studio critico intitolato Sviluppo del romanzo e del racconto urdu, pubblicato nel 1945. A partire dal 1937 visse infatti per tre anni in Inghilterra, dove suo marito fu inviato per lavoro. In quegli anni scrisse articoli sulla vita e l'istruzione in Inghilterra e rifletté sulla situazione politica internazionale. Inoltre inviò il resoconto di un viaggio nei Paesi Bassi compiuto nel 1939 alla rivista letteraria urdu Ismat.
Tornata in India, scrisse altri articoli sui suoi viaggi in diverse parti del paese e trasse grande ispirazione da Quaid-i-Azam. Divenne un'importante figura del Movimento Pakistano, guidando la Federazione delle studentesse musulmane e il sottocomitato femminile della Lega Musulmana Panindiana (AIML).
Nel 1945 fu invitata dal governo indiano a partecipare alla Conferenza sulle relazioni del Pacifico. Quaid-i-Azam la convinse a rifiutare l'offerta, preferendo che si dedicasse alla rappresentanza dell'AIML. Eletta nell'Assemblea costituente dell'India nel 1946, decise di non assumere mai il seggio, come fecero anche altri politici del suo partito.
Dopo la fondazione del Pakistan nel 1947, si trasferì a Karachi e divenne una delle prime due donne a far parte della prima legislatura del paese. Durante il suo mandato di sette anni si sforzò di proteggere i diritti legali delle donne musulmane, di estendere la partecipazione delle donne all'attività politica e di promuovere l'unità tra la zona orientale e occidentale del Pakistan, cercando di comprendere le esigenze di entrambe le parti.
Su richiesta di Quaid-i-Azam lavorò come delegata alle Nazioni Unite (ONU) dal 1948; partecipò alle conferenze dell'ONU, alla stesura della Dichiarazione universale dei diritti umani e della Convenzione sul genocidio. Attiva in campo letterario anche come autrice di libri, la sua opera più nota è l'autobiografia From Purdah to Parliament (1963). Dal 1964 al 1967 fu ambasciatrice in Marocco.
Morì nel 2000 a Karachi all'età di 85 anni.